# ラジオマガジン (MBSラジオ)
ラジオマガジンは、MBSラジオで1979年10月8日から1980年4月4日まで（1979年度）、及び1980年10月6日から1981年4月3日（1980年度）まで放送されていたラジオ番組。

## 放送時間
- 1979年度 - 毎週月曜日〜金曜日 19:00〜20:00
- 1980年度 - 毎週月曜日〜金曜日 18:45〜19:30

## 概要
ナイター中継の無い期間に放送されていた、ナイターオフ編成の番組である。1979年度は、リスナー同士考え合う討論番組という形式で放送。1980年度は最近のニュース、世相、流行などの話題、役に立つ知識、相談事、その他聞いて得することを追求するメイン特集コーナーが設けられており、その他、その日の出来事、お便り紹介、クイズコーナー、天気予報、その他各種情報で番組を構成していた。

## パーソナリティ

### 1979年度
- 田辺成一 （月曜日〜金曜日）
- 斎藤努 （月曜日）
- 寺本知左 （火曜日〜金曜日）

### 1980年度
- 月曜日：斎藤努、河本俊美
- 火曜日：野村啓司、寺本知左
- 水曜日：角淳一、水野晶子
- 木曜日：阪本時彦
- 金曜日：松井昭憲
- その他出演（リポーター）：鎌田正明、増田一樹、美藤啓文

（出典：）